# 深谷市指定文化財一覧
深谷市指定文化財一覧（ふかやししていぶんかざいいちらん）は、埼玉県深谷市指定の文化財の一覧である。指定日などを掲載する。

## 概要
市指定文化財の建造物は15件ある。ほかに深谷市内には国の重要文化財は4件、県指定有形文化財の建造物は10件ある。国の登録有形文化財は13件ある（埼玉県の登録有形文化財一覧を参照）。

## 有形文化財 建造物
- 仁王門 - 瑠璃光寺（昭和33年11月3日指定）
- 薬師堂 - 瑠璃光寺（昭和33年11月3日指定）
- 定門 - 瑠璃光寺（昭和33年11月3日指定）
- 深谷本陣遺構 付棟札
- 熊野大神社本殿
- 安部摂津守岡部陣屋旧地方通用門
- 国済寺黒門
- 教念寺・鐘楼
- 旧深谷宿常夜燈
- 国済寺三門
- 大日堂
- 中瀬神社本殿
- 弘光寺客殿
- 福川鉄橋
- 大寄八幡大神社及び水屋

## 有形文化財 絵画
- 絹本着色不動明王像
- 絹本着色両界曼陀羅
- 絹本着色天神像
- 紙本着色不動明王三尊像
- 絹本着色明画
- 紙本着色真言八祖大師像
- 奥原晴胡画琵琶行之図
- 北亭為直画人物画
- 渡辺華山画風雨東坡騎乗之図
- 親鸞聖人画像・聖徳太子孝養図
- 北亭為直画鎮西八郎為朝像
- 北亭為直画朱描鎮西八郎為朝像
- 狐開帳図絵馬
- 紙本着色愛宕大権現像
- 紙本着色釈迦涅槃図
- 絹本彩色両界曼陀羅
- 紙本彩色不動曼陀羅
- 金井烏州筆格天井絵
- 金井烏州筆屏風
- 岡部藩陣屋絵図
- 釈迦涅槃図
- 絹本着色聖徳太子像

## 有形文化財 工芸品
- 銅鐘 - 高台院
- 短刀 銘 震鱗子克一 新井舎
- 金梨地高蒔絵定紋入鞍
- 鰐口
- 銅鐘 - 福寿院
- 満福寺・須弥壇
- 満福寺・宮殿
- 甲冑
- 鉦鈷
- 脇差 銘 備州長船勝光
- 刀剣 銘 備前国長船住康光
- 鰐口 - 個人所有、「奉納 玉津島大明神 文政八乙酉年(1825年)十一月大吉辰 武州榛沢郡境村別当光覚代大聖寺 江戸大門通 鋳工伊勢屋万之助光正作」の銘がある。
- 刀剣 伝尻懸
- 刀剣 銘 波平利常
- 刀剣 伝島田義助
- 種ケ島銃(伝安部摂津守鉄砲隊使用)
- 高麗螺鈿香台
- 刀剣 銘 国貞
- 脇差 銘 備州長船忠光
- 刀剣 銘 備州長船賀光

## 有形文化財 彫刻
- 釈迦三尊像
- 法燈円明国師頂相
- 胎蔵界薬師如来座像
- 五智如来像
- 木像不動明王立像
- 銅像地蔵尊坐像
- 漱恕全芳大和尚像(頭部)
- 御厨子
- 阿弥陀如来立像
- 地蔵尊立像
- 阿弥陀如来立像
- 宝冠釈迦座像
- 僧形八幡立像
- 不動明王立像
- 木像愛染明王坐像
- 円空仏
- 昌楽寺の藩椒地蔵尊
- 木造大日如来坐像
- 岡部屋台の彫刻

## 有形文化財 書跡・典籍・古文書
- 深谷城址絵図（昭和33年11月3日指定）
- 深谷城址耕地絵図（昭和33年11月3日指定）
- 深谷宿家並絵図（昭和33年11月3日指定）
- 佐文山筆熊野三社大権現扁額（昭和33年11月3日指定）
- 佐文山筆深谷山扁額（昭和33年11月3日指定）
- 上椙藤原憲輔筆富士山間宮扁額
- 三高院文書
- 深谷本陣絵図
- 深谷宿問屋屋敷図
- 御分間御絵図御用宿方往還通明細書上帳
- 御朱印状 付御朱印状箱
- 安部家文書
  - 不動院文書
  - 榛沢郡年中行事
- 吉田弥右衛門宛知行書
- 現住英尊謹記
- 昌福寺宛上杉三郎寄進状
- 茂木家文書
  - 肥土郷水帳
  - あくと村駒帰分水帳
  - あくと村新田水帳
  - 肥土村田畑之水帳
- 加藤家文書
  - 小野氏宛北条氏虎印付文書
  - 加藤金兵衛宛秋元越中守書状
  - 藤之木村田畑地詰帳
- 蓮沼村御縄帳
- 真下家文書
- 教念寺文書
- 御朱印状 - 教念寺
- 御朱印状 - 満福寺
- 大般若経
- 所領明細図
- 神谷事件に関する資料
- 深谷宿家並絵図
- 昌福寺山門額及び仏殿額
- 渋沢栄一直筆書翰
- 蕪木家文書
- 武蔵国榛沢郡新開村御検地帳
- 武州榛沢郡成塚村水帳
- 深谷城跡新田畑開発願書
- 横瀬神社所蔵文書
- 角田家文書
- 応正寺文書

## 有形文化財 歴史資料
- 高札（昭和39年8月31日指定）
- 高札 - 正徳元年(1711)五月付（昭和50年11月3日）
- 荒川の青石塔婆
- 長楽寺の青石塔婆
- 万福寺の双式青石塔婆
- 木造宝篋印塔
- 大般若経
- 全昌寺の古銭碑
- 岡部村郷土史資料
- 富岡製糸場図大絵馬
- 藍香尾高翁頌徳碑
- 備前渠改閘碑記の碑

## 有形文化財 考古資料
- 板石塔婆 - 清心寺
- 板石塔婆 - 瑠璃光寺
- 古瓦
- 勾玉
- 宝篋印塔
- 埴輪(女子)
- 埴輪(男子)
- 板石塔婆 - 宝泉寺
- 古鬼瓦
- 板石塔婆 - 全久院
- 宝篋印塔
- 板石塔婆 - 称名寺
- 注口土器
- 土偶
- 板石塔婆 - 満福寺
- 石鏃・金環・埴輪等
- 鬼瓦
- 板石塔婆 - 井椋神社
- 布目瓦
- 石造多層塔
- 板石塔婆
- 板石塔婆(六字名号)
- 板石塔婆 - 明戸自治会
- 瑪瑙勾玉
- 巴文鐙瓦
- 家形埴輪
- 弥生土器
- 縄文土器
- 岡の五輪塔
- 青石塔婆
- 五輪塔
- 菅沼小大膳定利の供養塔
- 狢山祭祀遺跡出土品
- 白山古墳群出土人物埴輪

## 有形民俗文化財
- 三社天王祀幟旗
- 和琴・磐笛
- 双体道祖神
- 三層供養塔（一字一石経）
- 躄織機
- 車付唐櫃
- 袈裟(付古文書)
- 膳及び椀
- 中瀬八坂祭屋台
  - 上中瀬屋台
  - 川岸屋台
  - 延命地屋台
  - 原屋台
- 小前田諏訪神社上町祭屋台
- 小前田諏訪神社中町祭屋台
- 小前田諏訪神社本町祭屋台
- 庚申塔
- 石臼参道
- 岡の屋台
- 岡部神社のみこし
- 寅稲荷神社の古獅子頭
- 八幡神社屋台

## 無形民俗文化財
- 境石投踊り並び笛（昭和33年11月3日指定）
- 堀米獅子舞
- 柏合獅子舞
- 上野台獅子舞
- 知形囃子
- 血洗島獅子舞
- 大塚獅子舞
- 南阿賀野獅子舞
- 町田獅子舞
- 藤田神社の獅子舞
- 岡の獅子舞
- 黒田ささら獅子舞
- 永田神代神楽
- 原宿の伊勢音頭
- 岡の里神楽
- 八幡神社庭場の儀
- 八幡神社屋台囃子
- 天神社的場の儀
- 山河八木節踊り
- 岡上屋台囃子
- 岡下屋台囃子
- 岡部屋台囃子
- 小前田上町屋台囃子
- 小前田中町屋台囃子
- 小前田本町屋台囃子

## 史跡
出典:史跡 - 深谷市の歴史と文化財
1. 深谷城外濠跡（昭和33年11月3日指定）
2. 平忠度供養塔（昭和33年11月3日指定）
3. 上杉房憲・憲盛墓（房憲:昭和33年11月3日指定）（憲盛:昭和36年11月3日指定）
4. 上杉憲賢室高泰姫墓（昭和33年11月3日指定）
5. 蓮沼氏館跡（昭和33年11月3日指定）
6. 荏原氏館跡（昭和33年11月3日指定）
7. 増田氏館跡（昭和33年11月3日指定）
8. 内ケ島氏館跡（昭和33年11月3日指定）
9. 伝幡羅太郎館跡（昭和33年11月3日指定）
10. 秋元氏陣屋跡（昭和33年11月3日指定）
11. 松平源七郎康直墓（昭和33年11月3日指定）
12. 大忍魯仙和尚墓（昭和33年11月3日指定）
13. 庁鼻和城跡（昭和34年11月3日指定）
  - 庁鼻和城跡北西隅外廓土塁（昭和48年11月3日指定）
  - 庁鼻和城跡物見櫓跡（昭和48年11月3日指定）
  - 庁鼻和城跡北東隅起点（昭和48年11月3日指定）
14. 人見氏累代墓（昭和35年11月3日指定）
15. 畠山重能墓（昭和36年11月3日指定）
16. 高札場跡（昭和37年1月29日指定）
17. 秋元氏墓（昭和37年11月3日指定）
18. 上杉氏歴代墓（昭和37年11月3日指定）
19. 北亭為直墓（昭和39年11月3日指定）
20. 東方城跡（昭和43年11月3日指定）
  - 東方城跡（昭和43年11月3日指定）
  - 東方城塁跡 1号（昭和43年11月3日指定）
  - 東方城塁跡 2号（昭和43年11月3日指定）
21. 木の本古墳群
  - 1号墳（昭和44年11月3日指定）
  - 2号墳（昭和44年11月3日指定）
  - 3号墳（昭和44年11月3日指定）
  - 4号墳（昭和44年11月3日指定）
  - 5号墳（昭和44年11月3日指定）
  - 7号墳（昭和45年11月3日指定）
  - 8号墳（昭和45年11月3日指定）
  - 9号墳（昭和45年11月3日指定）
  - 10号墳（昭和45年11月3日指定）
  - 11号墳（昭和45年11月3日指定）
  - 12号墳（昭和45年11月3日指定）
22. 杉田因幡墓（昭和44年11月3日指定）
23. 菊図坊祖英塚（昭和46年11月3日指定）
24. 新開荒次郎実重墓（昭和48年11月3日指定）
25. 新開荒次郎実重夫人墓（昭和48年11月3日指定）
26. 論所堤定杭（昭和49年11月3日指定）
27. 岡部藩主歴代の墓附安部大蔵君碑（昭和51年11月3日指定）
28. 安部摂津守屋敷跡（昭和51年11月3日指定）
29. 百庚申（昭和54年4月1日指定）
30. 黒田古墳群（昭和54年4月1日指定）
31. 旧地頭花井家歴代の墓（昭和54年4月1日指定）
32. お手長山古墳（昭和54年4月1日指定）
33. 寅稲荷塚古墳（昭和54年4月1日指定）
34. 四十坂浅間山古墳（昭和54年4月1日指定）
35. 前原愛宕山古墳（昭和54年4月1日指定）
36. お茶々の井戸（昭和59年7月1日指定）
37. 永田の弁天池・代次郎ケ池（昭和61年10月20日指定）
38. 木の本塁跡（平成3年11月3日指定）
39. 白蓮院の墓（平成6年12月9日指定）
40. 鎌倉街道上道（平成15年6月12日指定）
41. 尾高惇忠生家（平成22年2月10日指定）
42. 旧渋沢邸「中の家」（平成22年2月10日指定）

## 名勝
- 昌福寺庭園
- 鶯の瀬

## 天然記念物
- 山桑（昭和41年11月3日指定）
- 榧老木（昭和49年11月3日指定）
- 榧(雌)（昭和50年11月3日指定）
- 普済寺のカヤの木（昭和54年4月1日指定）